# Thomas Boleyn, 1:e earl av Wiltshire
|  | Född         |  | Cirka 1477            |
|  |              |  | Hever Castle          |
|  |              |  | Hever, Kent           |
|  |              |  | England               |
|  | Död          |  | 12 mars 1539          |
|  |              |  | (ålder 61–62)         |
|  | Begravd      |  | S:t Peterskyrkan      |
|  |              |  | Hever, Kent           |
|  |              |  | England               |
|  | Nationalitet |  | England               |
|  | Födelsenamn  |  | Thomas Boleyn         |
|  | Hustru       |  | Lady Elizabeth Howard |
|  | Föräldrar    |  | Sir William Boleyn    |
|  |              |  | (Far)                 |
|  |              |  | Margaret Butler       |
|  |              |  | (Mor)                 |
|  | Barn         |  | Mary Boleyn           |
|  |              |  | Anne Boleyn           |
|  |              |  | George Boleyn         |
|  | Residens     |  | Hever Castle          |
|  | Yrke         |  | Politiker, Diplomat   |

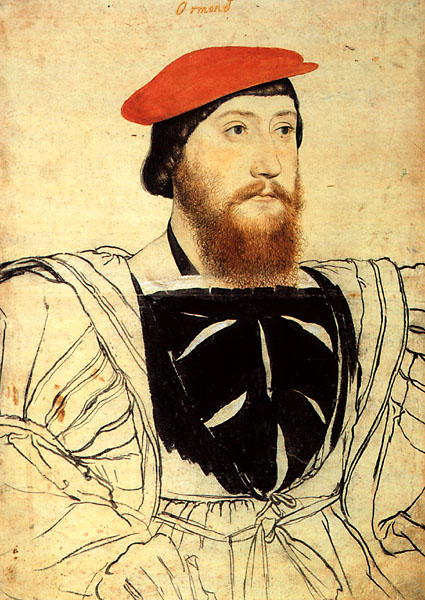

Thomas Boleyn, earl av Wiltshire, earl av Ormond, viscount Rochford, född omkring 1477 på familjegodset Hever Castle, död 12 mars 1539, var en engelsk diplomat och politiker under Tudortiden som arbetade åt både Henrik VII och Henrik VIII. Han var son till William Boleyn och Margaret Butler samt gift med lady Elizabeth Howard. Boleyn är mest känd för att han var far till Anne Boleyn, andra hustru till Henrik VIII och drottning av England, och i och med det morfar till drottning Elisabet I.

## Titlar
Thomas Boleyns morfar Thomas Butler blev kallad till det engelska parlamentet i november 1488 som "Thomas Ormond de Rochford, chevaler". Thomas Butler, som hade suttit i det irländska parlamentet, var då irländsk pär och borde inte ha suttit i det engelska parlamentet. Men som nära vän till kung Henrik VII så fick han en plats där. Thomas Butler hade titeln 7:e earl av Ormond.
Thomas Boleyn verkade som en diplomat åt Henrik VIII i Nederländerna och Frankrike.
Omkring 1517 utsågs Thomas Boleyn till sheriff i Kent. Samma år fick han tillstånd att bedriva export av varor från den kvarn han ägde. Runt år 1519 ingick Thomas Boleyn i ambassaden till Frans I. Han stannade kvar i Frankrike till 1520 och han förhandlade sig till en plats i den delegation som sändes till Gyllenduksfältet. Boleyn stod bakom mycket av arrangemanget.
Omkring år 1523 blev Thomas Boleyn dubbad till riddare i strumpebandsorden.
Omkring 1525 blev Henrik VIII förälskad i Thomas Boleyns andra dotter Anne Boleyn. Av en tillfällighet fick Thomas Boleyn samma år en engelsk adlig titel, titeln viscount Rochford (baron av Rochford). Hans son George fick sedan ärva titeln av ren artighet. I och med att Henriks känslor för Anne blev allt starkare blev Thomas titlar blev allt fler. Omkring 1529 fick Thomas Boleyn titeln earl av Wiltshire och Ormonde, en titel som länge tillhört greven Sir Piers Butler. Han fick titeln för att han hade förhandlat med Frans I, ett uppdrag han hade fått tillsammans med Clerk, biskop av Bath och Sir Anthony Browne.

## Diplomatisk karriär
Thomas Boleyn steg in i den kungliga uppassningen tidigt, sitt första uppdrag för kronan fick han redan som tjugoåring. Han arbetade först för Henrik VII och blev sedan en av hans sons, Henrik VIII:s ledande diplomater. År 1497 stred han för Henrik VII mot de korniska rebellerna, som protesterade emot de höga skatterna. Samma år var han även en gäst vid Katarina av Aragoniens och prins Arthurs bröllop.
År 1503 eskorterade han prinsessan Margaret norrut till Skottland där hon skulle ingå äktenskap med Jakob VI. 1512–1513 fick han sitt första uppdrag som diplomat. Han skickades tillsammans med sir Edward Poynings till Nederländerna där han stannade i cirka ett år. Han och hans kollegor mötte Margareta av Savoyen, kejsar Maximilian, påven Julius II och Ferdinand av Spanien för att diskutera den planerade invasionen av Frankrike.
1519–1520 reste Thomas Boleyn som diplomat till Frans I i Frankrike. Även här stannade han i drygt ett år. Under sin tid i Frankrike arrangerade och planerade han för mötet mellan Frans I och Henrik VIII som skulle äga rum sommaren 1520 vid Camp du Drap d'Or ( “Guldtygsfältet” ). Boleyn var dock inte närvarande vid själva mötet.
1522 sändes han tillsammans med dr. Sampson till kejsaren i Spanien, Karl V, i syftet att förbättra gemensamma åtgärder i kriget mot Frankrike.
1527 fick han i uppdrag att tillsammans med Clerk, biskop av Bath, och Sir Anthony Browne resa till Frankrike för att försäkra sig om att Frans I var med på det nya fördraget mellan honom och Henrik VIII.
1530 reste han till Spanien för att möta kejsar Karl V och påven Clemens VII, för att förklara skälen till att Henrik VIII ville skilja sig från kejsarens moster Katarina av Aragonien. De hade hoppats på kejsarens förståelse och att han sedan skulle använda sitt inflytande över påven till skilsmässans förmån men uppdraget misslyckades. Detta resulterade i att Thomas Boleyn reste till Frankrike för att förmå de lärda vid universitetet i Paris att ge yttranden som skulle gynna Henrik.
1534 sändes han och William Paulet till prinsessan Maria för att övertala henne till att överge sin titel och erkänna sig som en oäkting.
Thomas Boleyn var ekonomisk och begåvad i språk; han talade utöver engelska flytande franska och latin, egenskaper som gjorde honom till en bra diplomat.

### Fall
År 1536 födde Anne en dödfödd och missbildad son. Under Tudortiden trodde de kristna att ett missbildat barn var ett sätt för Gud att straffa föräldrarna för att de syndat. Henrik VIII som inte ville få skulden för synd hävdade att han inte var far till barnet. Några månader efter barnets födsel blev Anne arresterad tillsammans med fem män, och dömd för äktenskapsbrott, incest och högförräderi. Thomas son George var en av de fem männen; han blev dömd för att ha haft ett sexuellt förhållande med sin syster Anne. George och Anne blev avrättade genom halshuggning den 17 respektive 19 maj samma år. Thomas Boleyn vittnade inte vid någon av avrättningarna.
Thomas Boleyns karriär som diplomat vid hovet var i och med detta över. Han och Elizabeth drog sig tillbaka till familjegodset Hever Castle. Elizabeth dog 1538, två år efter George och Annes avrättningar, Thomas dog själv året efter, 1539.

## Familj
Thomas Boleyns föräldrar var sir William Boleyn (1451–1505) och lady Margaret Butler (1454–1539).
Boleyn hade åtta syskon.
- Anne Boleyn (1475–1555) gift med John Shelton
- John Boleyn (1481–1484)
- Anthony Boleyn (1483–1493)
- Alice Boleyn (1487–1538) gift med Robert Clere
- Margaret Boleyn (1489–okänd) gift med John Sackville
- William Boleyn (1491–1571)
- James Boleyn (1493–1561) gift med Elizabeth Wood
- Edward Boleyn (1496–okänd) gift med Anne Tempest

År 1499 gifte sig Boleyn med lady Elizabeth Howard, dotter till Thomas Howard, 2:e hertig av Norfolk. Boleyn var vid denna tidpunkt på väg att göra karriär som diplomat hos Henry VIII; ändå var det inte alla från familjen Howard som var så förtjusta över giftermålet. Man menade att giftermålet för Elizabeths del var under hennes och familjens värdighet, och att Boleyn endast valde Elizabeth för att själv få högre status.
Paret fick tillsammans tre barn som överlevde till vuxen ålder:
- Mary Boleyn (omkring 1499 – 19 juli 1543). Gift med sir William Carey (1520–1528); gifte sedan om sig med Sir William Stafford (1534–1543)
- Anne Boleyn (omkring 1501 eller 1507 – 19 maj 1536); drottning av England, gift med Henrik VIII, kung av England.
- George Boleyn (omkring 1504 – 17 maj 1536); gift med Jane Boleyn (född Parker), av artighet kallad viscount Rochford